# トヨタ・3S-GE

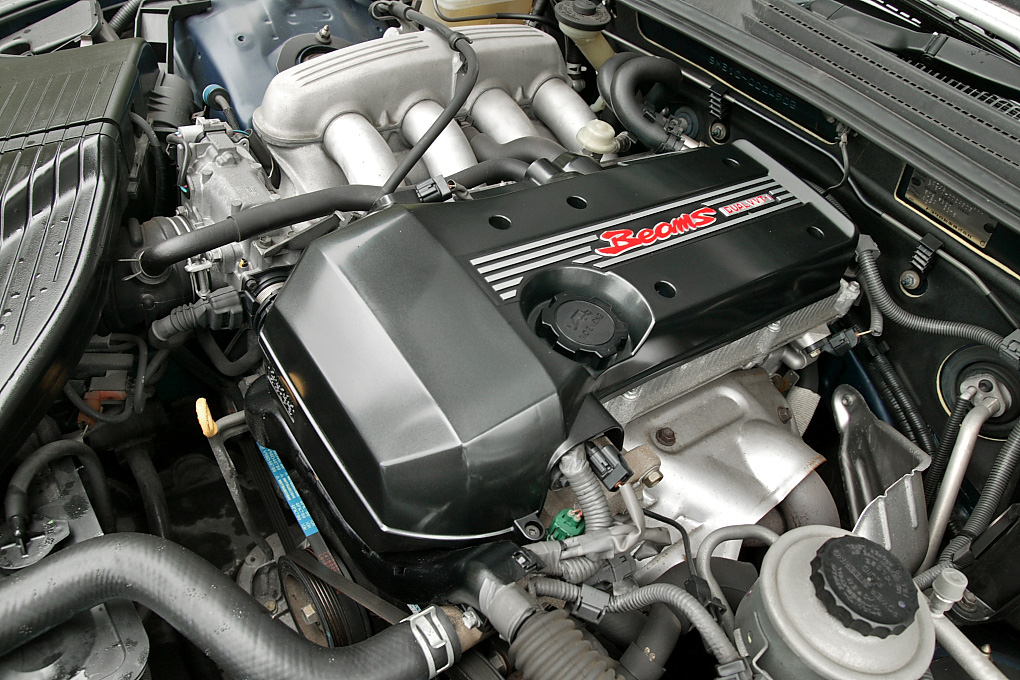
3S-GE外観（Beams仕様、アルテッツァ）

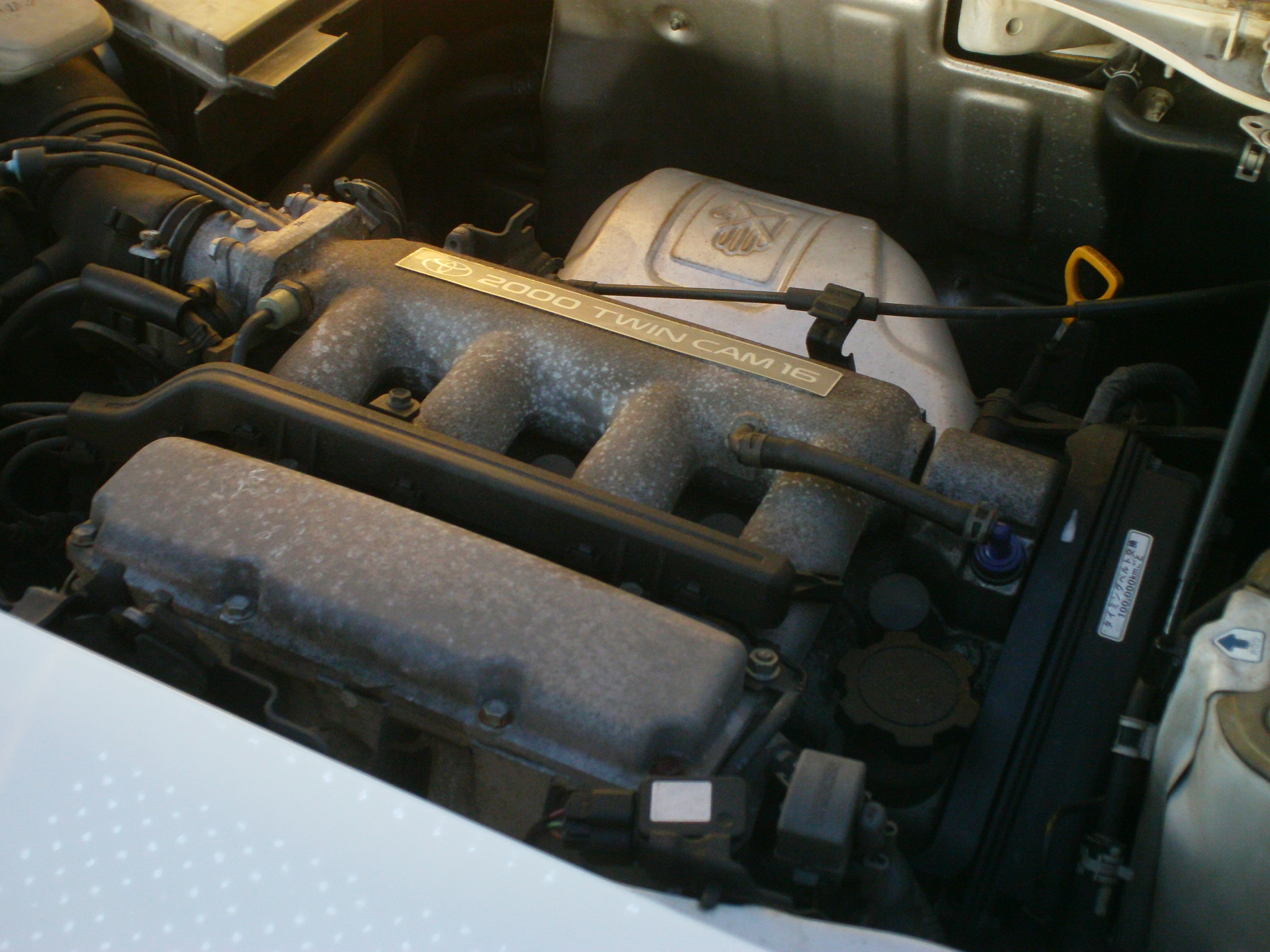
3S-GE外観（2代目MR2）

トヨタ・3S-GEは、トヨタ自動車製S型(2代目)エンジンをベースにヤマハ発動機がシリンダーヘッドを開発した自動車用のガソリンエンジンである。本項目ではターボ仕様の3S-GTEについても記述する。

## 概要
直列4気筒SOHC8バルブであった2S-E型エンジンをベースに、ヤマハ発動機製のシリンダーヘッドを装着し、シリンダーの内径および行程を変更して、より高出力のスポーツ志向に振ったものである。
1984年（昭和59年）6月にマイナーチェンジを実施した2代目カムリ（V10系）、および、姉妹車の初代ビスタ（V10系）に初めて採用された。採用当初はレギュラーガソリン指定だったが、後の高出力化に伴いプレミアムガソリン指定へと変更された。
1980年代から2000年代中盤にかけて、トヨタの中型車のスポーツグレードに幅広く搭載されてきたが、2000年代以降実施された低排出ガス車認定制度に非対応という理由などから、2007年（平成19年）5月をもって生産を終了した。
当初は自然吸気仕様のみだったが、1980年代後半にはターボ仕様の3S-GTEも登場し、セリカGT-FOURなどに搭載された。
1994年（平成6年）2月、3S-GTEのエキゾーストマニホールドを4-2-1とし、排気干渉を防いだツインエントリターボチャージャーを採用。ターボチャージャーも形式こそCT26のままであるが、コンプレッサーハウジング内側にアブレーダブル溶射を行い、チップクリアランスを限りなくゼロに近づけている。
1994年（平成6年）4月、3S-GTEのシリンダーヘッドを改良。それまでの焼結合金製バルブシートを圧入する方式から、レーザークラッド法と二液相分離反応の応用により、硬質粒子をアルミ合金製シリンダーヘッドへ直接均一に肉盛りできるようになった。これにより、動弁系周辺の冷却性能が向上した。この技術は自動車技術会賞を受賞している
1997年（平成9年）12月、3S-GEに可変バルブタイミング機構（VVT-iなど）が採用され、出力と燃費を大幅に向上させ、Beamsという通称が与えられた。
1998年（平成10年）10月、排気側にも可変バルブタイミング機構（VVT-i）が追加されてDual VVT-iとなり、210馬力まで出力を向上させた。
なお、3S-GEの派生版にあたるのがトヨタ内製のハイメカツインカムヘッドを装着した3S-FEである。こちらはレギュラーガソリン指定の実用エンジンであり、トヨタの中型車に幅広く搭載された。
初期の3S-GEはバキュームセンサーが弱点であり、何度かサービスキャンペーンが行われている。対応する駆動方式に関しては、市販車で4種類が選べた時期もあった。

## モータースポーツでの活躍
3S-Gエンジンは160kgと重量の嵩むエンジンであったが、肉厚の鋳鉄シリンダーブロックゆえ強度に優れ、競技によっては900ps近い高出力に耐え得る程チューニングに適していた。この特性から1984年の登場以来、ターボ仕様はラリー、ヒルクライム、プロトタイプスポーツカー、GTカー、NA仕様はフォーミュラーカー、ツーリングカー等ジャンルを問わず非常に多くのモータースポーツシーンで運用され、好成績を収めた。また、通常のエンジンの形式名として3S-GEや3S-GTEの他、3S-GTMや503Eの名称も存在する。
ラリー競技では1980年代のグループB規定に合わせ開発していた222Dに搭載されていた他、3S-GTEを搭載したセリカ(ST165型、ST185型、ST205型)及びカローラ(AE111型)が世界ラリー選手権に参戦。ドライバーズチャンピオン、マニュファクチャラーズタイトルを複数回獲得する大活躍を見せた。ラリーと比較的近しいヒルクライム競技においても、パイクスピーク・インターナショナル・ヒルクライムでロッド・ミレンのセリカとタコマに搭載された3S-GTEが前述の通り900馬力超の出力を発生、13年もの間レコードタイムを保持した。
プロトタイプレーシングカーではル・マン24時間耐久レース及び全日本プロトタイプスポーツカー選手権を戦ったグループC1車両のトムス/童夢86C、トヨタ/童夢87C、トヨタ88Cに搭載された。加えて北米のAARとTRD-USAがトヨタ88Cを参考に開発したIMSA-GTP車両にも搭載され、その中でもイーグル・MkⅢはIMSA-GTPクラスタイトルを1992年と1993年の2年連続で獲得した他、デイトナ24時間レースも制覇する成績を収めた。この他、2002年から2007年にかけて開催されたGC-21でも、3S-GEが事実上のワンメイクエンジンとして使われた。
GTカーレースでは1993年より全日本GT選手権のGT500クラスに参戦していたスープラが、重量配分の改善に伴う運動性能の向上を図って2JZ-GTEに代わり3S-GTEを搭載。1994年の第4戦から2002年シーズンまで運用され、前述のイーグル・MkⅢやWRCセリカのエンジンを流用し改良を重ねた結果1997年、2001年、2002年にタイトルを獲得。GT300クラスでも同エンジンを搭載したAE86、セリカ、MR2、MR-Sが登場し、2000年代半ば頃まで運用されていた。また国内レースだけで無く、GTカー規定が主流となっていた1995年及び1996年のル・マン24時間耐久レースに同エンジンを搭載したトヨタ スープラ LM-GTが参戦していた。
フォーミュラカーによるレースでは1985年よりトムスがF3用エンジンとして投入。全日本F3選手権で多くのチーム・ドライバー・エンジンチューナーの各タイトル獲得を支えた。2007年以降1AZ-FEをベースとする後継エンジンが逐次投入されるようになってからも、2008年に新設された「ナショナルクラス」（後のF3Nクラス）ではワンメイク指定エンジンとして2017年まで運用され、延べ30年に渡り重宝された。
ツーリングカーレースでは「2L以下・自然吸気」のレギュレーションに合致する全日本ツーリングカー選手権にトムスをはじめとしたトヨタ系のチームが参戦。カローラ、コロナ、マリノ、コロナEXiV等の車両にチューニングを行った3S-GEを搭載し、1994年シーズンではトムスより参戦した関谷正徳がドライバーズチャンピオンを獲得している。

## 諸元
- シリンダー配置: 直列4気筒
- 動弁機構: 16バルブDOHC
- バルブ挟み角: 50°
- 排気量: 1,998 cc
- 内径Ｘ行程: 86.0 mm×86.0 mm

### 3S-GE
| 圧縮比     | 9.2 | 10.1 | 10.3                               | 10.3 |
| 最高出力   | 160 PS/6,200 rpm(グロス・3S-GELU) 140 PS/6,200 rpm(ネット・3S-GE）                                         | 165 PS/6,800 rpm | 175 PS/7,000 rpm                   | 180 PS/7,000 rpm |
| 最高トルク | 19.0 kgm/4,800 rpm(グロス・3S-GELU) 17.5 kgm/4,800 rpm(ネット・3S-GE)                                      | 19.5 kgm/4,800 rpm | 19.5 kgm/4,800 rpm                 | 19.5 kgm/4,800 rpm |
| 搭載車種   | カムリ/ビスタ - V10系（1984年6月～）・V20系 コロナ/コロナクーペ/カリーナ/カリーナED/セリカ - T160系(ST162) | カムリ/ビスタ - V30系（～1992年6月） コロナ - T170系 カリーナED/コロナEXiV/セリカ - T180系 RAV4 - XA10系（1996年8月～1998年8月） MR2 - SW20系（～1993年11月） | カルディナ - T190系（1995年2月～） | カリーナED/コロナEXiV/セリカ/カレン - T200系（セリカ：～1997年12月） MR2 - SW20系（1993年11月～1997年12月） カローラ/カローラセレス - E100系TRD2000 |
| 備考       | レギュラーガソリン仕様 途中でグロスからネット表記となり、型式も3S-GELUから3S-GEに変更されるが、中身は同一  | |                                    | |

| 圧縮比     | 11.0                         | 11.0                | 11.0                                                         | 11.5                    |
| 最高出力   | 180PS/6,600rpm               | 190PS/7,000rpm      | 200PS/7,000rpm                                               | 210PS/7,600rpm          |
| 最高トルク | 20.5kgm/6,000rpm             | 21.0kgm/6,000rpm    | 21.0kgm/6,000rpm                                             | 22.0kgm/6,400rpm        |
| 搭載車種   | RAV4 - XA10系（1998年8月～） | カルディナ - T210系 | セリカ - T200系（1997年12月～） MR2 - SW20系（1997年12月～） | アルテッツァ            |
| 備考       | Beams（VVT-i）仕様           | Beams（VVT-i）仕様  | Beams（VVT-i）仕様                                           | Beams（DUAL VVT-i）仕様 |

### 3S-GTE
| 圧縮比     | 8.5                        | 8.8                                                     | 8.8                           | 8.5                          | 8.5                        | 9.0                         | 9.0                            |
| 最高出力   | 185PS/6,000rpm             | 225PS/6,000rpm                                          | 235PS/6,000rpm                | 245PS/6,000rpm               | 255PS/6,000rpm             | 260PS/6,000rpm              | 260PS/6,200rpm                 |
| 最高トルク | 24.5kgm/4000rpm            | 31.0kgm/3,200rpm                                        | 31.0kgm/4,000rpm              | 31.0kgm/4,000rpm             | 31.0kgm/4,000rpm           | 33.0kgm/4,400rpm            | 33.0kgm/4,400rpm               |
| 搭載車種   | セリカ - T160系（GT-FOUR） | セリカ - T180系（GT-FOUR） MR2 - SW20系（～1993年11月） | セリカ - T180系（GT-FOUR RC） | MR2 - SW20系（1993年11月～） | セリカ - T200系（GT-FOUR） | カルディナ - T210系（GT-T） | カルディナ - T240系（GT-FOUR） |
| 備考       | レギュラーガソリン仕様     |                                                         |                               |                              |                            |                             |                                |